# Vrati se na svjetlo
Vrati se na svjetlo je peti studijski album županjske rock grupe Opća opasnost. Izdan 2011. godine.

## Popis pjesama
1. "Uzalud sunce sja" (Mario Vestić, Opća opasnost) - 5:20
2. "Lovac na novac" (Mario Vestić, Opća opasnost) - 4:10
3. "Kao grom" (Mario Vestić, Opća opasnost) - 3:40
4. "Pobjeg´o sam" (Mario Vestić, Opća opasnost) - 5:39
5. "Vrati se na svjetlo" (Mario Vestić, Opća opasnost) - 4:21
6. "Armagedon" (Mario Vestić, Opća opasnost) - 4:33
7. "Tvoje ime čuvam" (Mario Vestić, Opća opasnost) - 5:42
8. "Virtualni novi svijet" (Mario Vestić, Opća opasnost) - 4:38
9. "1/2 Tone rock´n´rolla" (Mario Vestić, Opća opasnost) - 3:28
10. "Tri rijeke" (duet sa Zoranom Mišićem) (Mario Vestić, Opća opasnost) - 4:16
11. "Da sam znao" (Mario Vestić, Opća opasnost) - 5:07
12. "Nisam rođen pod sretnim zvijezdama" (Mario Vestić, Opća opasnost) - 4:26